# Diablo (serie)

Una schermata di gioco del primo titolo della serie

Diablo è una serie di videogiochi creata dalla Blizzard Entertainment di genere action RPG, considerata una delle serie più rappresentative e di maggior successo appartenenti a tale genere.
Il capostipite della serie, Diablo, uscì nel 1996 per PC, ottenendo immediatamente un grande successo sia di critica che di pubblico, e portando alla nascita di un vero e proprio nuovo sottogenere di Action RPG, che mischiava meccaniche da gioco di azione a quelle tipiche dell'RPG, proponendo un'interfaccia semplice ed intuitiva unita a un sistema di gioco profondo e immediato completamente gestibile via mouse, che fu imitato da una moltitudine di titoli videoludici venuti dopo.
La serie si compone di altri tre titoli principali, Diablo II, Diablo III e Diablo IV, nonché alcune espansioni per i medesimi. Nel 2022 esce Diablo Immortal con cui il famoso gioco punta a entrare nel segmento dedicato ai giochi da smartphone.

## Modalità di gioco
Ci sono molte caratteristiche comuni nella serie di Diablo, presenti in ogni titolo. Il mouse viene utilizzato come periferica principale, e serve a gestire i movimenti e l'utilizzo delle abilità specifiche del personaggio. Il gameplay si basa pesantemente su una costante ricerca di armi e armature migliori, noti come bottino (dall'inglese "loot"). Gli oggetti che è possibile rinvenire, sono generati in modo casuale, e di solito presentano numerose caratteristiche differenti. Varie mappe nel mondo Diablo sono generate casualmente ad ogni nuova partita; tutto ciò ne aumenta la longevità.
Grazie alle sue mappe generate casualmente e alla sua natura di titolo action, Diablo può essere vagamente considerato un roguelike, anche se con un gameplay in tempo reale, una grafica ben definita, e il sonoro. Fu infatti originariamente concepito e lanciato da Blizzard, come gioco di ruolo in stile roguelike.

## Serie principale
La serie principale è composta da quattro titoli, usciti rispettivamente nel 1996, 2000, 2012 e 2023.

### Diablo
Il primo episodio della serie, Diablo, è ambientato nella città di Tristram, capitale del Regno di Khanduras, una regione del mondo di Sanctuary. Le sezioni di combattimento avvengono sotto la città, in un grande labirinto sotterraneo, formato da catacombe e grotte che conducono nelle profondità dell'Inferno.
La trama ruota attorno a un personaggio comandato dal giocatore, il quale compito è quello di intraprendere una serie di missioni per liberare Tristram dalle forze demoniache, scendendo attraverso dodici livelli sotterranei fino all'inferno stesso (gli ultimi quattro livelli), dove il giocatore potrà affrontare Diablo, il Signore del Terrore.
Diablo offre tre classi di personaggi, e l'espansione Hellfire ne offre altre tre. I giocatori possono impersonare un Guerriero, una Ladra, o uno Stregone. Ogni classe ha il suo ruolo nella storia del gioco, e riappariranno in seguito come personaggi non giocanti nel secondo episodio. Tutte e tre le classi hanno le stesse competenze generali e l'accesso agli stessi incantesimi; ognuna di esse possiede però una competenza specifica, che può generare sia benefici che svantaggi.
Il gioco uscì per PC nel 1996, e due anni dopo fu convertito per PlayStation.

### Diablo II
Il secondo episodio, aggiunge molte novità rispetto al primo: infatti, sebbene la modalità di gioco rimanga invariata, le classi disponibili sono ora cinque, le abilità disponibili sono aumentate, e la loro gestione è stata migliorata e approfondita, tramite l'adozione di un albero delle abilità. Inoltre, è presente per la prima volta un vasto mondo di gioco aperto, da esplorare liberamente, ed è presente un maggior numero di missioni. Il gioco è stato suddiviso in quattro atti, e al termine di ciascuno di essi, il giocatore si troverà faccia a faccia con un boss finale, rappresentato da un demone dell'inferno, l'ultimo dei quali è Diablo in persona.
In Diablo II, il giocatore può impersonare un barbaro, un'amazzone, un paladino, un negromante, e un'incantatrice. Il fatto che si potesse usare due personaggi femminili, rese Diablo II uno dei primi giochi di ruolo per PC ad avere un numero significativo di personaggi appartenenti a tale sesso. La gestione delle classi, la differenziazione tra di loro, i relativi attributi e caratteristiche varie, si presentano in forma maggiormente approfondita rispetto al passato, e il tutto è stato reso più significativo e incisivo.
Questo è l'unico episodio della serie ad essere uscito solo per PC, e a non aver mai ricevuto una conversione per console.
Il 23 settembre 2021 è stata pubblicata una versione rimasterizzata, Diablo II: Resurrected, per Nintendo Switch, PlayStation 4, PlayStation 5, Microsoft Windows, Xbox One e Xbox Series X e Series S.

### Diablo III
Il terzo episodio della serie, venne annunciato al Blizzard Worldwide Invitational il 28 giugno 2008. Nella stessa occasione, venne anche pubblicato un trailer ufficiale, venne aperto il relativo sito internet, fu mostrato il logo, e una sezione di gameplay. Dall'evento passarono vari anni e il gioco venne più volte rinviato, fino a che il 15 marzo 2012 non venne comunicata una data di uscita ufficiale, e il gioco fu pubblicato in tutto il mondo il 15 maggio 2012.
Gli eventi narrati in Diablo III, si svolgono 20 anni dopo il secondo episodio, e il gioco presenta varie migliorie al sistema di gioco, il quale ora risulta più semplificato e accessibile. Il sistema di combattimento è stato rifatto, così come quello di selezione delle abilità. Infatti, a differenza di Diablo II, vi è ora una barra delle abilità nella parte inferiore dello schermo, la quale ne permette l'utilizzo istantaneo.
Per la prima volta nella serie, i giocatori sono in grado di scegliere il sesso del proprio personaggio al momento della creazione, il quale però influirà solo sul suo aspetto e sulla voce. Le classi presenti sono cinque: Barbaro, Monaco, Mago, Cacciatore di Demoni, e Sciamano.
Il gioco venne pubblicato per PC, PlayStation 3, Xbox 360, PlayStation 4, e Xbox One.

### Diablo IV
Diablo IV è stato annunciato nel corso del BlizzCon 2019.. L'uscita del videogioco è stata inizialmente stimata per il 2021, è stata successivamente posticipata e confermata per il 6 giugno 2023. Il gioco è stato distribuito per PlayStation 4, PlayStation 5, Xbox One, Xbox Series X e Series S e Microsoft Windows tramite Battle.net.).
Il videogioco è stato progettato per essere giocato esclusivamente online, e con un mondo condiviso tra i giocatori in modo simile ai videogiochi di tipo MMO. I dungeon del videogioco sono generati in modo procedurale, come nei titoli precedenti.

## Espansioni
Nel corso degli anni sono uscite varie espansioni per i titoli principali della serie Diablo.
- Diablo: Hellfire
- Diablo II: Lord of Destruction
- Diablo III: Reaper of Souls

Diablo: Hellfire aggiunge al primo episodio un dungeon completamente nuovo, e tre classi di personaggi: Monaco, Barbaro, Bardo; fu pubblicata per la sola versione PC. The Hell è un'ulteriore espansione del primo gioco, uscita nel 2006: non è ufficiale, ma sviluppata da un team di appassionati. Diablo II: Lord of Destruction, aggiunge all'esperienza di Diablo II un nuovo atto (il quinto), e due nuove classi di personaggi: il Druido, e l'Assassina. L'espansione di Diablo III, Reaper of Souls, aggiunge al gioco la possibilità di salire fino al livello 70, la classe del Crociato, un nuovo atto (il quinto), nuove abilità, e modalità di gioco aggiuntive.

## Accoglienza
| Gioco      | Metacritic |
| ---------- | ---------- |
| Diablo     | 94         |
| Diablo II  | 88         |
| Diablo III | 88         |

La serie ha ottenuto un grande successo sia di critica che di pubblico, fin dalla sua prima apparizione.
Il primo titolo della serie, Diablo, è considerato da GameSpot il più grande videogioco per PC della storia, detenendo il punteggio più alto mai raggiunto da un videogame nel sito in questione. Nell'anno della sua pubblicazione vinse inoltre alcuni riconoscimenti come "Gioco dell'Anno" da Computer Gaming World e Computer Game Entertainment.
Diablo II è considerato uno dei titoli multigiocatore online di maggior successo di sempre, nonché uno dei titoli di maggior successo per PC, e Diablo III fu un grande successo di pubblico, arrivando a vendere più di 15 milioni di copie.